# Barretina

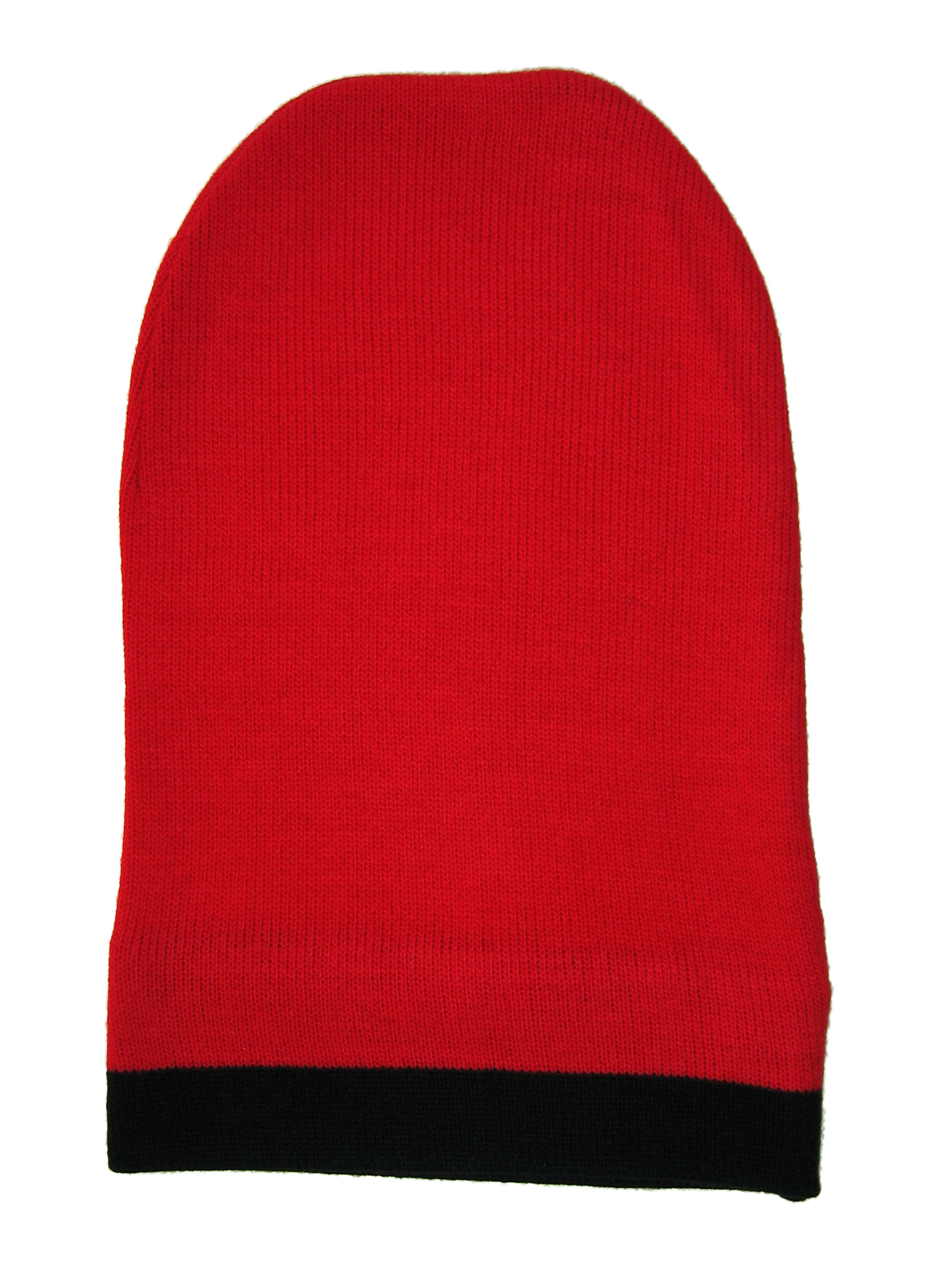
Barretina

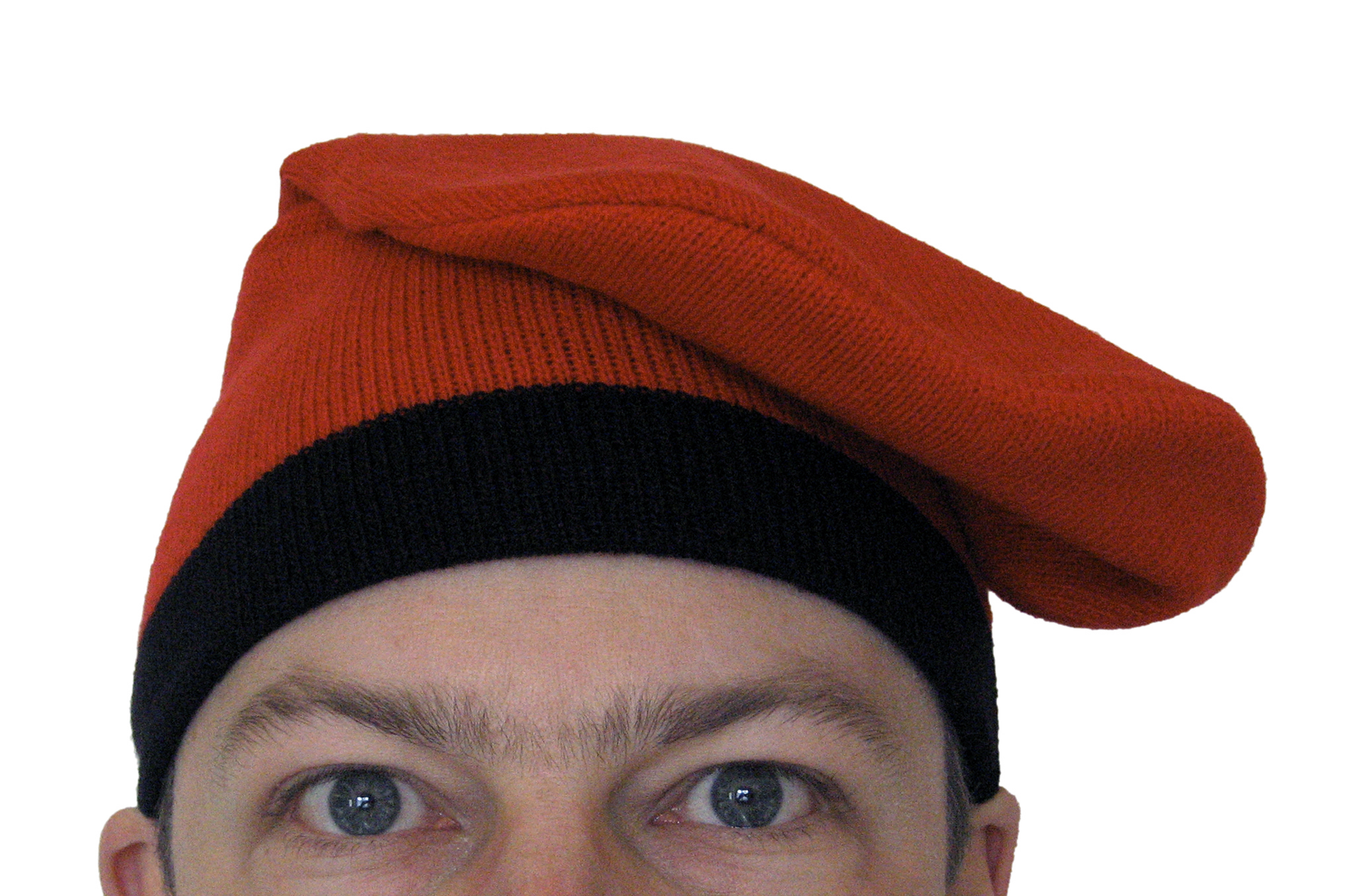
Barretina getragen

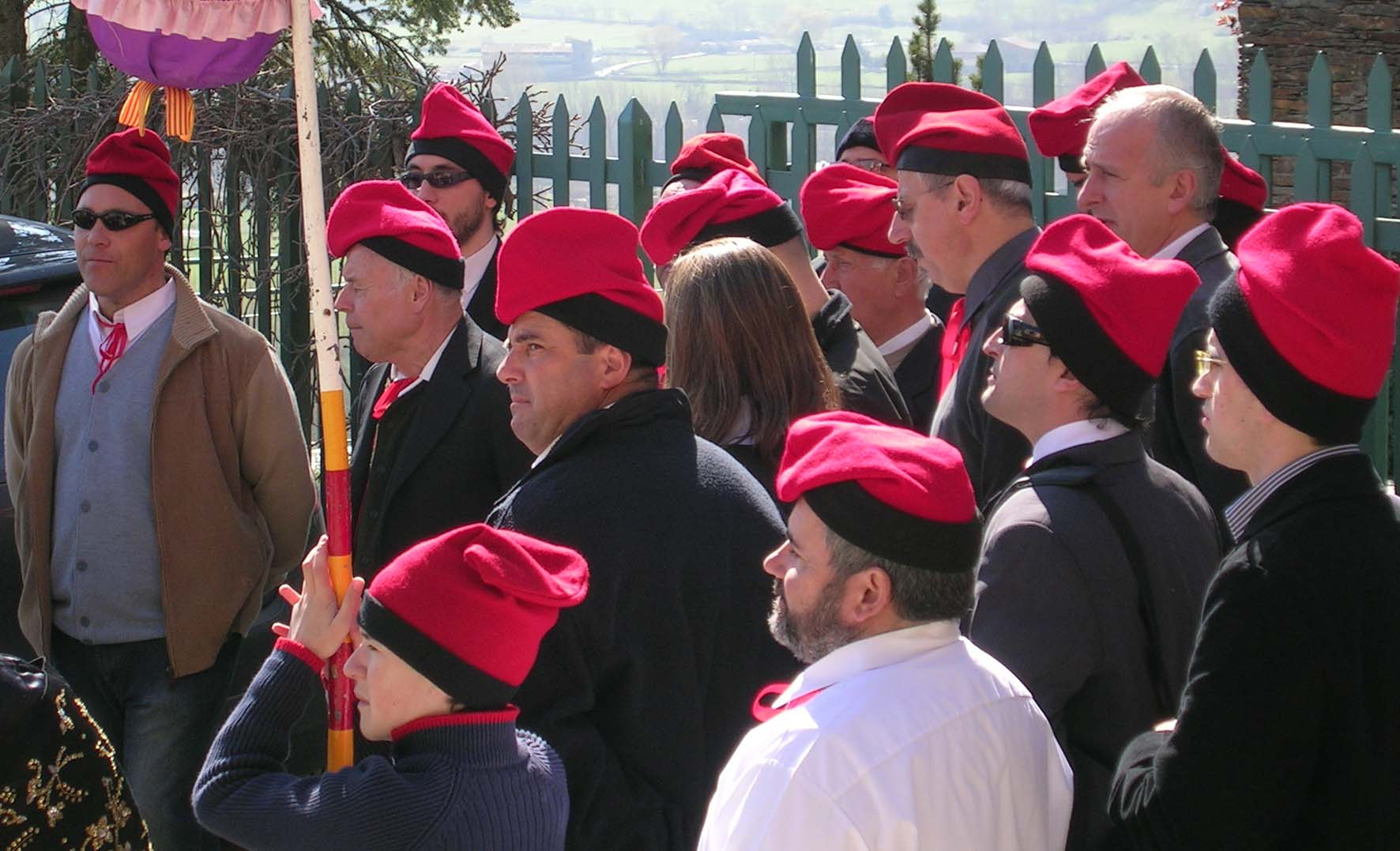
Gruppe von Männern mit Barretina

Jacint Verdaguer mit Barretina

Eine Barretina (Katalanisch für „Mütze“ bzw. „kleiner Hut“) ist eine taschenförmige, rote oder dunkelviolette Wollmütze mit einem schwarzen Rand. Bis ins 19. Jahrhundert war die Barretina die typische Kopfbedeckung der männlichen Landbevölkerung in weiten Teilen Kataloniens und auf Ibiza. Sie wird meist so getragen, dass die beutelförmige Verlängerung der Mütze nach vorne, schräg vorne, bzw. zur Seite fällt.

## Ursprung und Bedeutung
Ursprünglich wurde diese Form der Mütze von Seeleuten im gesamten christlichen Mittelmeerraum getragen. Sie ist aus der Provence, aus Valencia, Korsika, Sardinien, Neapel, sowie Teilen Portugals und des Balkans überliefert.
In ihrer Form erinnert die Barretina an die phrygische Mütze (auch als Jakobinermütze aus der französischen Revolution bekannt). Es wird daher vermutet, dass diese Art der Kopfbedeckung von den Phrygern aus Kleinasien kommend über die phönizischen und später griechischen Kolonien im Mittelmeerraum ihre Verbreitung fand. Gesichert ist dies jedoch nicht.
Heutzutage gilt die Barretina als Symbol Kataloniens, wird meist aber nur noch bei Volksfesten oder folkloristischen Veranstaltungen – wie dem Sardana-Tanz – getragen. Weit verbreitet ist sie hingegen noch bei den traditionellen katalanischen Krippenfiguren, wie z. B. dem Caganer.
Berühmte Barretina-Träger der jüngeren Vergangenheit waren der Dichter Jacint Verdaguer, der Künstler Salvador Dalí und der Komponist Pau Casals.

## Varianten
Es gibt zahlreiche Varianten der Barretina:
- Barretina plana („Einfache Barretina“): wird nach vorne fallend getragen
- Barretina de garbí („Südwestwind-Barretina“): wird zur Seite fallend getragen
- Barretina llarga („Lange Barretina“): wird nach hinten fallend getragen
- Barretina de niu („Nest-Barretina“): wird mit eingedrückter Spitze getragen
- Barretina d’arròs i fideus bzw. Barretina d’escórrer fesols („Reis und Fadennudel Barretina“ oder „Bohnen-Abtropfen-Barretina“): etwas kleiner, konischer und mit einer Quaste am Ende, typisch für die Region des Empordà
- Barretina de capellà („Priester-Barretina“): aus schwarzer Seide, wurde von Priestern getragen
- Barretina de dormir („Schlaf-Barretina“): aus weißem Stoff für die Nacht, ähnlich der altdeutschen Schlafmütze
- Barretina de dos cairells („Zwei-Seiten-Barretina“): mit einem schwarzen Futter, so dass man sie umgekrempelt auch bei Trauerfällen tragen kann
- Barretina de mariner („Seefahrer-Barretina“): nicht ganz so lang wie die Barretina plana
- Barretina musca („Dunkelviolette Barretina“): dunkelviolette Variante der Barretina, wurde in einigen Landesteilen dem Gutsherren vorbehalten, während die rote von den Bediensteten getragen wurde
- Barretina de notari („Notar-Barretina“): kleiner, von dunklerer Farbe und mit Linien an der Vorderseite
- Barretina vermella („Rote Barretina“): einfarbig rot, entspricht der Jakobinermütze